# Asplanchna asymmetrica
Asplanchna asymmetrica är en hjuldjursart som beskrevs av Russell J.Shiel och Koste 1985. Asplanchna asymmetrica ingår i släktet Asplanchna och familjen Asplanchnidae. Inga underarter finns listade i Catalogue of Life.